# دشمن (فیلم ۲۰۱۳)
دشمن (به انگلیسی: Enemy) یک فیلم کانادایی در ژانر دلهره‌آور روان‌شناختی به کارگردانی دنی ویلنوو و محصول سال ۲۰۱۳ است. این فیلم بر اساس رمان مرد تکثیر شده (The Double) اثر ژوزه ساراماگو، نویسنده پرتغالی و برنده جایزه نوبل ادبیات، ساخته شده است. جیک جیلنهال در این فیلم در دو نقش اصلی و مشابه هم را بازی می‌کند، در کنار او ملانی لوران، سارا گدون، و ایزابلا روسلینی نیز به ایفای نقش پرداخته‌اند.
داستان فیلم درباره آدام بل، یک استاد تاریخ کم‌رنگ و افسرده است که پس از تماشای فیلمی، متوجه می‌شود بازیگری دقیقاً شبیه او وجود دارد. این کشف او را به سفری برای یافتن همزادش سوق می‌دهد که عواقب عجیب و آزاردهنده‌ای برای زندگی او و اطرافیانش دارد.
«دشمن» در جشنواره بین‌المللی فیلم تورنتو در سال ۲۰۱۳ به نمایش درآمد و مورد تحسین منتقدان قرار گرفت، به خصوص برای کارگردانی ویلنوو، عملکرد جیلنهال، و اتمسفر وهم‌آلود و پیچیده فیلم. این فیلم به دلیل مضامین عمیق خود پیرامون هویت، ناخودآگاه، و سرکوب‌شدگی، به بحث و تحلیل‌های زیادی در میان مخاطبان و منتقدان منجر شده است.

## داستان
فیلم با صحنه‌هایی مرموز و نمادین آغاز می‌شود: عنکبوت‌های بزرگ و یک کلوپ شبانه زیرزمینی که در آن زنی در حال تماشای رقص عجیب یک زن دیگر است. سپس داستان به شخصیت اصلی، آدام بل (با بازی جیک جیلنهال)، یک استاد تاریخ در تورنتو، می‌پردازد. آدام زندگی‌ای یکنواخت و افسرده‌کننده دارد؛ او در دانشگاه درس می‌دهد، با دوست‌دخترش، مری (با بازی ملانی لوران)، رابطه‌ای بی‌روح دارد، و دچار بی‌خوابی و بی‌تفاوتی است.
در یکی از روزها، پس از توصیه یک همکار برای تماشای فیلمی خاص، آدام متوجه می‌شود که یکی از بازیگران نقش مکمل در آن فیلم، دقیقاً شبیه اوست. این کشف او را به شدت تحت تأثیر قرار می‌دهد و حس کنجکاوی او را برمی‌انگیزد. او با وسواس شروع به جستجو برای یافتن هویت این بازیگر می‌کند. پس از تحقیقات فراوان، نام او را پیدا می‌کند: آنتونی کلیر (باز هم با بازی جیک جیلنهال). آنتونی یک بازیگر کم‌موفق است که زندگی‌ای متفاوت اما به ظاهر مشابه آدام دارد. او با همسر باردارش، هلن (با بازی سارا گدون)، زندگی می‌کند و شخصیتی کاریزماتیک‌تر و با اعتماد به نفس‌تر از آدام دارد.
آدام موفق می‌شود با آنتونی تماس بگیرد. آنتونی در ابتدا از این تماس شوکه و آزرده می‌شود و از شباهت باورنکردنی آن‌ها وحشت می‌کند. او از آدام می‌خواهد که او را تنها بگذارد، اما آدام اصرار دارد که با او ملاقات کند. این دو مرد سرانجام با یکدیگر روبرو می‌شوند و از شباهت خیره‌کننده یکدیگر شگفت‌زده می‌گردند. تفاوت اصلی آن‌ها در تنها یک جای زخم روی سینه آنتونی است. آنتونی پیشنهاد می‌دهد که برای مدت کوتاهی نقش یکدیگر را بازی کنند تا او بتواند از این شباهت برای فریب دادن مری، دوست‌دختر آدام، استفاده کند. آدام با اکراه موافقت می‌کند.
نقشه‌ آن‌ها به طرز فاجعه‌باری پیش می‌رود. آنتونی پس از ملاقات با مری، او را فریب داده و با او رابطه برقرار می‌کند. مری متوجه این ترفند می‌شود و به شدت عصبانی می‌گردد. در همین حین، هلن، همسر آنتونی، نیز از تماس‌ها و رفتار عجیب آدام و آنتونی مشکوک می‌شود. در یک صحنه کلیدی، آنتونی و هلن در ماشین خود با آدام و مری در یک تصادف ساختگی تصادف می‌کنند. آنتونی، هلن و مری در اثر این تصادف جان خود را از دست می‌دهند، در حالی که آدام به طرز معجزه‌آسایی نجات پیدا می‌کند.
در صحنه پایانی، آدام به آپارتمان آنتونی بازمی‌گردد. او کلید کلوپ شبانه زیرزمینی را که در ابتدای فیلم دیده بود، پیدا می‌کند. وقتی وارد کلوپ می‌شود، یک عنکبوت غول‌پیکر را می‌بیند که در گوشه‌ای از اتاق نشیمن خزیده است. این صحنه نمادین به معنای تفاسیر مختلفی از جمله سرکوب ناخودآگاه، مشکلات روانی، یا چرخه‌ای از بی‌تفاوتی و ترس در زندگی آدام است.

## بازیگران
- جیک جیلنهال در نقش آدام بل / آنتونی کلیر: آدام یک استاد تاریخ کم‌انرژی و افسرده است که متوجه وجود همزادی به نام آنتونی، یک بازیگر نه چندان موفق، می‌شود. جیلنهال برای بازی در این دو نقش، تفاوت‌های ظریفی در شخصیت‌پردازی و لحن آن‌ها ایجاد کرده است.[۱۴]
- ملانی لوران در نقش مری: دوست‌دختر آدام که از بی‌تفاوتی و زندگی یکنواخت او خسته شده است.
- سارا گدون در نقش هلن: همسر باردار آنتونی که از زندگی زناشویی‌اش رضایت دارد، اما از وجود آدام آگاه نیست.
- ایزابلا روسلینی در نقش مادر آدام: زنی که سعی می‌کند به آدام کمک کند تا از وضعیت افسردگی خود رهایی یابد و نکات مرموزی را درباره زندگی‌اش فاش می‌کند.
- استفن هارت در نقش نگهبان
- جین آیکسن در نقش مدیر آژانس بازیگری

## تولید

### پیش‌تولید و توسعه
پروژه ساخت فیلم «دشمن» بر اساس رمان مرد تکثیر شده اثر ژوزه ساراماگو، سال‌ها در دست توسعه بود. رمان ساراماگو که در سال ۲۰۰۲ منتشر شد، پیش از این مورد توجه فیلم‌سازان قرار گرفته بود. دنی ویلنوو پس از خواندن فیلم‌نامه اقتباسی که توسط جاویر گایون نوشته شده بود، به این پروژه علاقه‌مند شد. ویلنوو جذب فضای وهم‌آلود، مضامین فلسفی و پتانسیل بصری رمان ساراماگو شد و تصمیم گرفت آن را به فیلمی با ویژگی‌های سبک خود تبدیل کند.
ویلنوو در مصاحبه‌ای اظهار داشت که رمان ساراماگو پیچیدگی‌های زیادی داشت و اقتباس از آن چالش‌برانگیز بود. او و گایون تصمیم گرفتند تا حد امکان به روح رمان وفادار بمانند اما تغییراتی را برای مناسب‌سازی آن برای مدیوم سینما و ایجاد فضای خاص ویلنوو اعمال کنند. بودجه فیلم نسبتاً کم و حدود ۶٫۵ میلیون دلار کانادا بود که به تیم اجازه می‌داد تا با آزادی بیشتری به خلاقیت بپردازند.

### انتخاب بازیگران
انتخاب جیک جیلنهال برای نقش‌های دوگانه آدام بل و آنتونی کلیر، یک تصمیم کلیدی در فرآیند تولید بود. ویلنوو و جیلنهال پیش از این در فیلم زندانیان (Prisoners) با یکدیگر همکاری کرده بودند و این تجربه موفق، اعتماد بین آن‌ها را افزایش داده بود. جیلنهال توانایی خود را در ایفای نقش‌های پیچیده و روان‌شناختی نشان داده بود و ویلنوو اعتقاد داشت که او می‌تواند ظرافت‌های لازم برای تمایز قائل شدن بین دو شخصیت مشابه اما متفاوت را به نمایش بگذارد. جیلنهال برای این نقش، تفاوت‌های جزئی در رفتار، لحن صدا و حتی ظاهر دو شخصیت ایجاد کرد تا آن‌ها را از هم متمایز کند.
ملانی لوران برای نقش مری، دوست‌دختر آدام، و سارا گدون برای نقش هلن، همسر آنتونی، انتخاب شدند. هر دو بازیگر توانستند عمق و پیچیدگی را به شخصیت‌های زن فیلم اضافه کنند و نقش مهمی در پیشبرد داستان ایفا کردند. ایزابلا روسلینی نیز در نقش مادر آدام ظاهر شد و با بازی خود، ابهامات بیشتری به ریشه‌های شخصیت آدام اضافه کرد.

### فیلم‌برداری
فیلم‌برداری «دشمن» عمدتاً در تورنتو، کانادا انجام شد. نیکولاس بولداک به عنوان مدیر فیلم‌برداری با ویلنوو همکاری کرد. آن‌ها از پالت رنگی گرم و طلایی استفاده کردند که حس وهم‌آلود و سوررئالیستی به فیلم می‌بخشد. تورنتو در فیلم با یک فیلتر سپیا مانند به تصویر کشیده شده است که حس خاصی از کسالت و کهنگی را القا می‌کند. این انتخاب بصری به تأکید بر مضامین تنهایی، تکرار و بی‌تفاوتی در زندگی شخصیت‌ها کمک می‌کند.
ویلنوو از نورپردازی و قاب‌بندی‌های خاصی استفاده کرد تا حس ناآرامی و اضطراب را در سراسر فیلم حفظ کند. صحنه‌های با نور کم، سایه‌های سنگین، و نماهای نزدیک بر چهره جیلنهال، به انتقال وضعیت روانی پیچیده شخصیت‌ها کمک می‌کند. استفاده از عناصر سوررئال، مانند نماد عنکبوت، به صورت بصری و دراماتیک در سراسر فیلم ادغام شده است.

## مضامین
«دشمن» فیلمی غنی از نمادگرایی و مضامین عمیق است که به تفسیرهای مختلفی از سوی مخاطبان و منتقدان منجر شده است.

### هویت و وجود
یکی از مرکزی‌ترین مضامین فیلم، مفهوم هویت و بحران وجودی است. آدام بل، شخصیت اصلی، زندگی‌ای بی‌معنا و بدون شور و هیجان دارد. مواجهه او با همزادش، آنتونی، نه تنها یک اتفاق عجیب، بلکه تجلی بحرانی عمیق‌تر در هویت خود آدام است. این دو شخصیت را می‌توان دو جنبه متفاوت از یک فرد در نظر گرفت: آدام نماد جنبه سرکوب‌شده، ترسو، و بی‌اراده است، در حالی که آنتونی نشان‌دهنده جنبه سرکش، پرخاشگر، و شهوانی‌تر است. فیلم این سوال را مطرح می‌کند که آیا ما واقعاً آن چیزی هستیم که به نظر می‌رسیم، یا جنبه‌های پنهانی از وجود ما در حال فعالیت هستند؟

### ناخودآگاه و سرکوب‌شدگی
فیلم به شدت تحت تأثیر نظریه‌های روان‌کاوی، به ویژه نظریات زیگموند فروید و کارل گوستاو یونگ در مورد ناخودآگاه و سایه (shadow self)، قرار دارد. عنکبوت‌ها که به طور مکرر در فیلم ظاهر می‌شوند، نمادی از ترس‌های ناخودآگاه، امیال سرکوب‌شده، و احساسات خفقان‌آور هستند. آن‌ها می‌توانند نمایانگر ترس آدام از تعهد، زن‌ها، یا مسئولیت‌های زندگی زناشویی باشند. کل فیلم را می‌توان به عنوان یک سفر به ناخودآگاه آدام تفسیر کرد که در آن او با جنبه‌های تاریک و ناخوشایند خود روبرو می‌شود که در قالب آنتونی تجلی یافته‌اند.

### ترس از تعهد و زندگی زناشویی
یکی از تفاسیر رایج از فیلم، آن را به عنوان یک استعاره از ترس یک مرد از تعهد زناشویی و مسئولیت‌های زندگی مشترک می‌داند. آنتونی، همزادی که متاهل است و همسر بارداری دارد، ممکن است نمادی از آینده‌ای باشد که آدام از آن می‌ترسد یا از آن فرار می‌کند. عنکبوت پایانی می‌تواند نمادی از همسر آنتونی (هلن) باشد که او را در زندگی‌اش "به دام انداخته" و او را مجبور به پذیرش مسئولیت‌هایی می‌کند که از آن‌ها گریزان است. این تفسیر به چرخه تکراری در زندگی آدام اشاره دارد که او را به سمت تکرار الگوهای فرار از تعهد سوق می‌دهد.

### تکرار و جبر
حس تکرار و جبر در سراسر فیلم مشهود است. زندگی آدام تکراری و بی‌روح است و حتی کشف همزادش نیز به نوعی یک تکرار از وجود خود اوست. این موضوع می‌تواند به این ایده اشاره داشته باشد که انسان‌ها در چرخه‌هایی از انتخاب‌ها و رفتارها گرفتار می‌شوند و نمی‌توانند از آن‌ها رهایی یابند. رنگ‌بندی سپیا و محیط‌های تکراری تورنتو نیز این حس را تقویت می‌کنند.

## پذیرش

### گیشه
«دشمن» در تاریخ ۸ سپتامبر ۲۰۱۳ در جشنواره بین‌المللی فیلم تورنتو برای اولین بار به نمایش درآمد و سپس در ۱۴ مارس ۲۰۱۴ به صورت محدود در ایالات متحده اکران شد. فیلم در گیشه عملکرد متوسطی داشت و با بودجه‌ای حدود ۶٫۵ میلیون دلار کانادا (تقریباً ۵ میلیون دلار آمریکا)، به فروش جهانی حدود ۳٫۴ میلیون دلار دست یافت. این فیلم بیشتر به دلیل اکران محدود و ماهیت هنری‌اش، نتوانست به موفقیت تجاری گسترده‌ای دست یابد.

### واکنش منتقدان
«دشمن» پس از اکران با تحسین گسترده منتقدان روبرو شد، به ویژه برای کارگردانی دنی ویلنوو و بازی خیره‌کننده جیک جیلنهال در دو نقش. در وب‌سایت راتن تومیتوز، فیلم بر اساس ۱۵۲ نقد، امتیاز ۸۱٪ را کسب کرده و میانگین نمره ۷٫۲/۱۰ را داراست. اجماع منتقدان این وب‌سایت بیان می‌کند که «دشتبخش هوشمندانه، پیچیده و به‌خوبی بازی شده، دشمن یک دلهره‌آور روان‌شناختی نادر است که همزمان با نفوذ به ناخودآگاه بیننده، او را به تفکر وا می‌دارد.» در وب‌سایت متاکریتیک، فیلم بر اساس ۳۱ نقد، امتیاز ۷۹ از ۱۰۰ را کسب کرده است که نشان‌دهنده «تحسین جهانی» است.
راجر ایبرت، منتقد سرشناس، در نقد خود، فیلم را ستایش کرد و آن را «اثری قدرتمند و به یادماندنی» خواند که به دلیل ماهیت پیچیده و نمادین خود، نیازمند تماشای مجدد است. بسیاری از منتقدان، جنبه‌های سوررئال و مبهم فیلم را نقطه قوت آن دانستند که به مخاطب اجازه می‌دهد تا تفاسیر شخصی خود را ارائه دهد. عملکرد جیک جیلنهال به ویژه برای تمایز ظریف بین دو شخصیت، مورد ستایش قرار گرفت.

### تأثیر فرهنگی و میراث
«دشمن» به عنوان یکی از آثار برجسته دنی ویلنوو شناخته می‌شود که نشان‌دهنده سبک کارگردانی منحصر به فرد او و توانایی‌اش در خلق اتمسفرهای پرتنش و روان‌شناختی است. این فیلم، همراه با زندانیان که تقریباً همزمان با آن اکران شد، دوره جدیدی از حرفه ویلنوو را رقم زد که او را به عنوان یک فیلم‌ساز مهم در هالیوود مطرح کرد.
فیلم به دلیل پیچیدگی‌های داستانی و پایان مبهم خود، به موضوع بحث و تحلیل‌های آکادمیک و آنلاین زیادی تبدیل شده است. علاقه‌مندان به سینما و روان‌شناسی، همچنان به تحلیل نمادگرایی عنکبوت و معنای دوگانگی شخصیت‌ها در این فیلم می‌پردازند. «دشمن» به عنوان یک فیلم کالت مدرن و اثری تأثیرگذار در ژانر دلهره‌آور روان‌شناختی شناخته می‌شود.

## جوایز و نامزدی‌ها
| مراسم                           | سال  | بخش                       | نامزد / برنده  | نتیجه    |
| ------------------------------- | ---- | ------------------------- | -------------- | -------- |
| جوایز اسکرین کانادا             | ۲۰۱۴ | بهترین کارگردان           | دنی ویلنوو     | پیروز    |
| جوایز اسکرین کانادا             | ۲۰۱۴ | بهترین بازیگر نقش اول مرد | جیک جیلنهال    | پیروز    |
| جوایز اسکرین کانادا             | ۲۰۱۴ | بهترین بازیگر نقش مکمل زن | سارا گدون      | پیروز    |
| جوایز اسکرین کانادا             | ۲۰۱۴ | بهترین فیلم‌برداری         | نیکولاس بولداک | پیروز    |
| جوایز اسکرین کانادا             | ۲۰۱۴ | بهترین فیلم               | دشمن           | نامزدشده |
| جوایز اسکرین کانادا             | ۲۰۱۴ | بهترین فیلم‌نامه اقتباسی   | جاویر گایون    | نامزدشده |
| جشنواره بین‌المللی فیلم تورنتو   | ۲۰۱۳ | بهترین فیلم کانادایی      | دشمن           | پیروز    |
| جایزه انجمن منتقدان فیلم تورنتو | ۲۰۱۳ | بهترین فیلم کانادایی      | دشمن           | پیروز    |
| جایزه انجمن منتقدان فیلم تورنتو | ۲۰۱۳ | بهترین کارگردان           | دنی ویلنوو     | نامزدشده |
| جایزه انجمن منتقدان فیلم تورنتو | ۲۰۱۳ | بهترین بازیگر نقش اول مرد | جیک جیلنهال    | نامزدشده |
| جایزه دایره منتقدان فیلم ونکوور | ۲۰۱۴ | بهترین کارگردان           | دنی ویلنوو     | پیروز    |
| جایزه دایره منتقدان فیلم ونکوور | ۲۰۱۴ | بهترین بازیگر نقش اول مرد | جیک جیلنهال    | پیروز    |
| جایزه دایره منتقدان فیلم ونکوور | ۲۰۱۴ | بهترین فیلم کانادایی      | دشمن           | پیروز    |